# موراوا (رود)

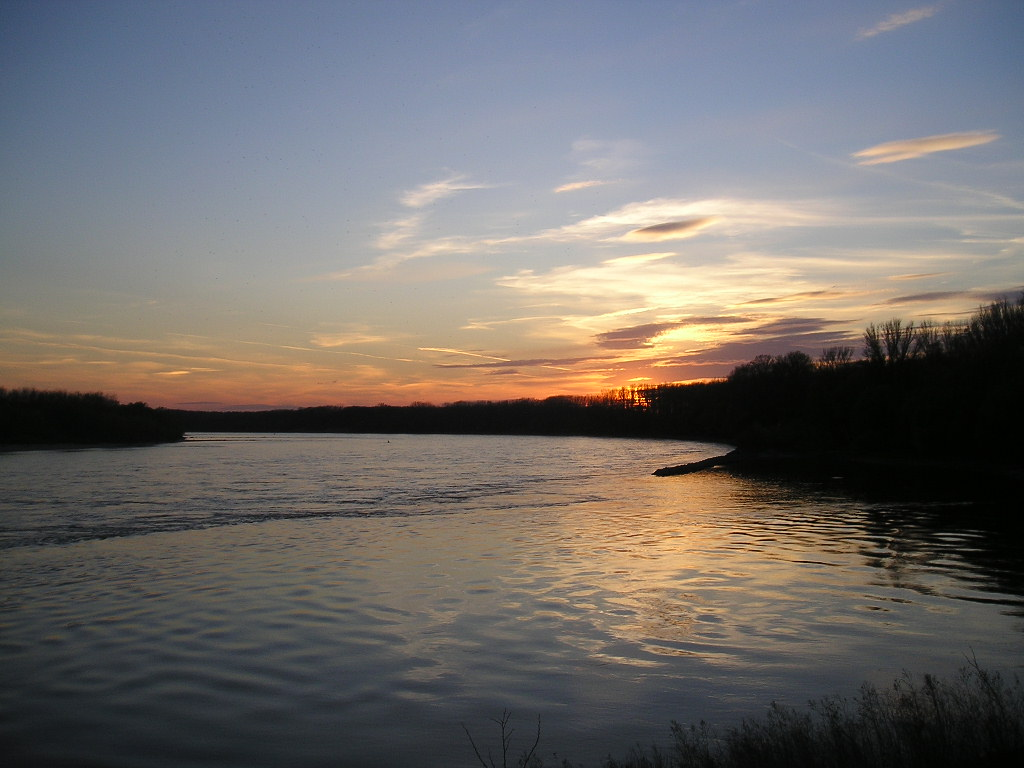
محل رسیدن مواراوا به دانوب در حاشیه براتیسلاوا-دوین

رودخانه موراوا (به آلمانی: March) نام رودخانه‌ای در اروپای مرکزی است. این رودخانه مهم‌ترین رودخانه موراوی می‌باشد که نام آن نیز از همان سرچشمه می‌گیرد. این رودخانه در نزدیکی مرز جمهوری چک و لهستان قرار دارد و مسیر آن به سمت جنوب می‌باشد. مهم‌ترین شاخه آن تایا نام دارد که در مرز ایالت نیدراسترایش جریان دارد.

## نگارخانه

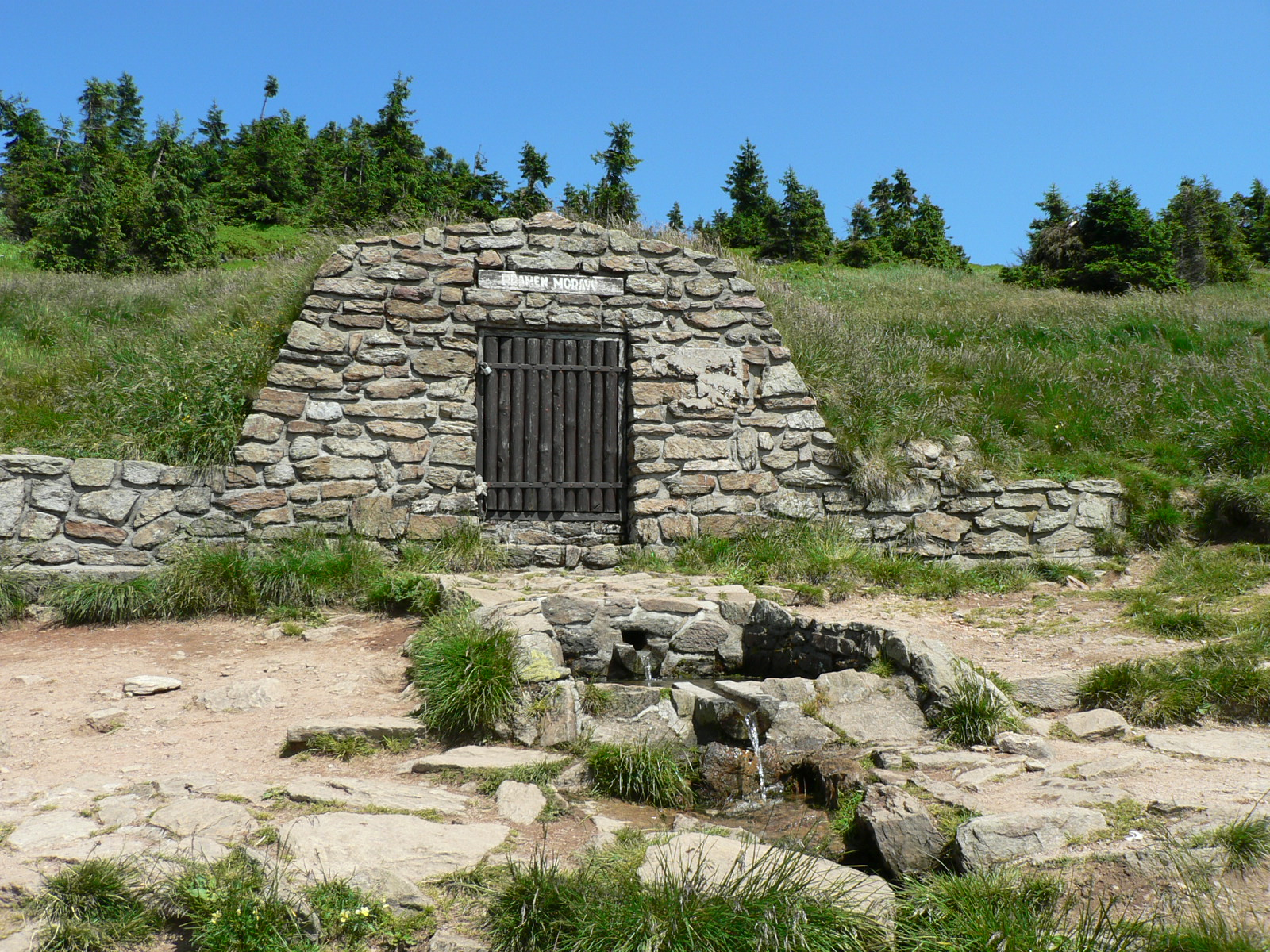
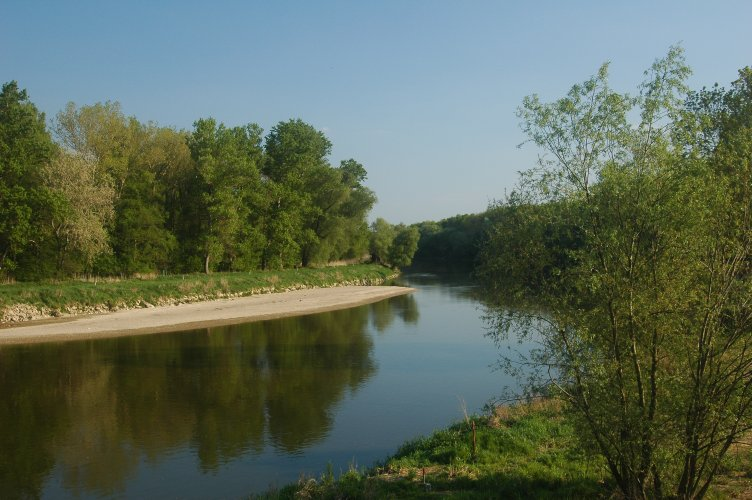
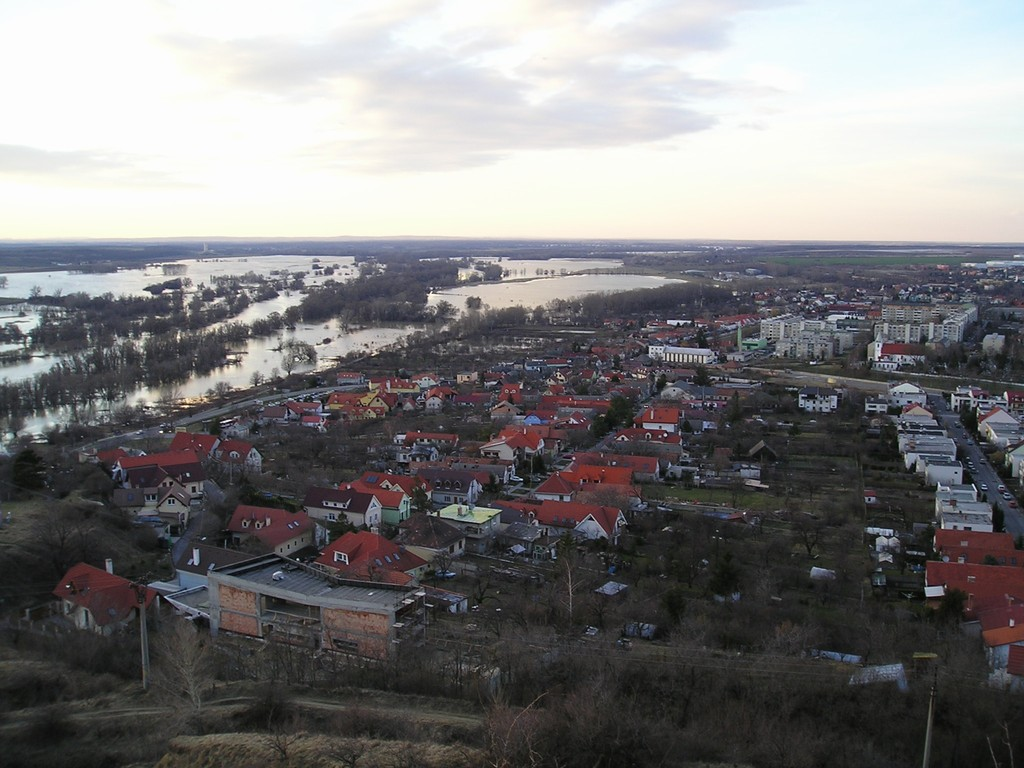
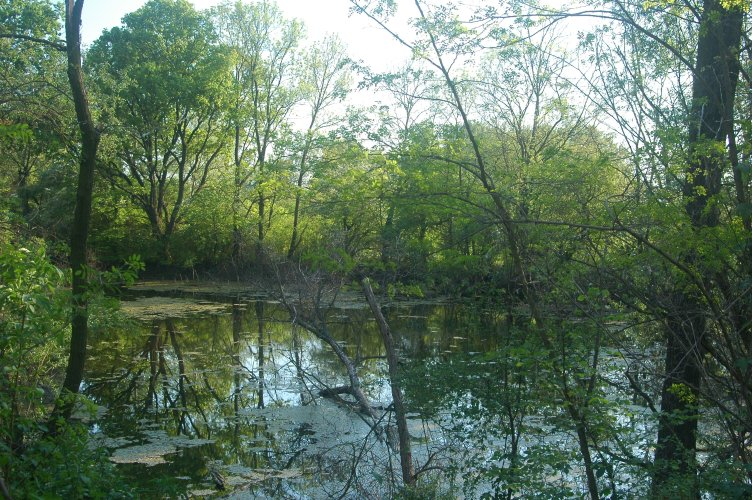
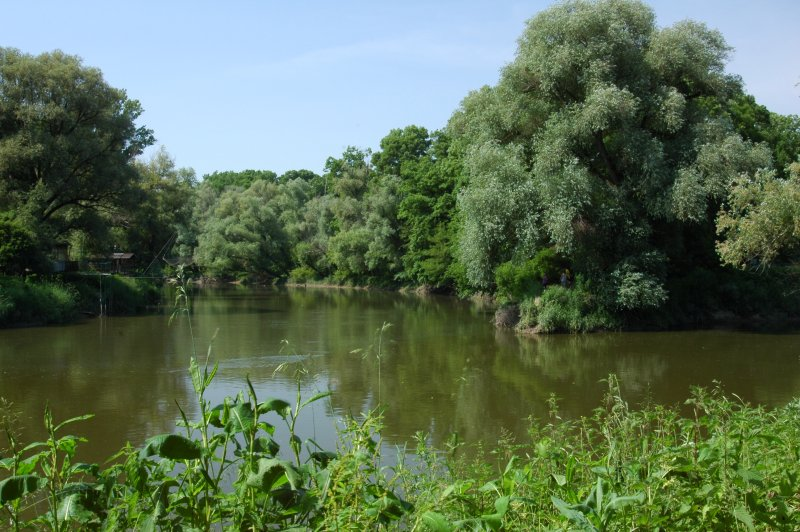
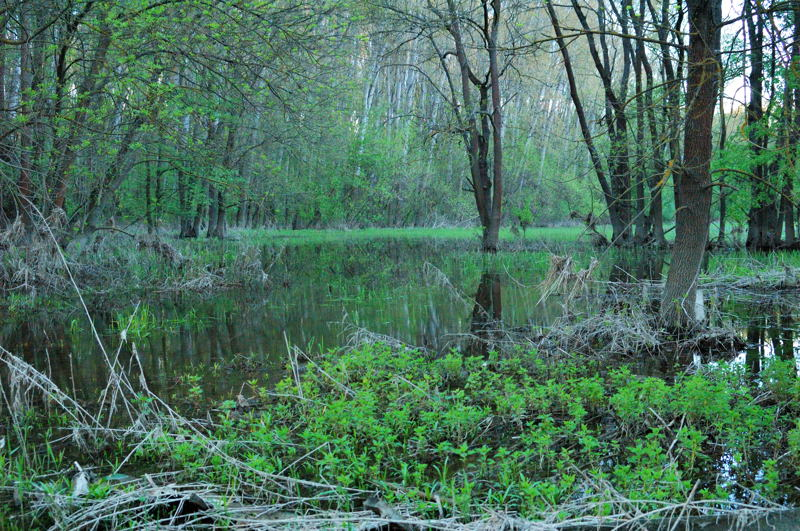